# Traci Bingham
Traci Bingham, född 13 januari 1968 i Cambridge, Massachusetts, är en amerikansk glamourmodell och skådespelare. Mest känd är hon som en av livräddarna i den TV-serien Baywatch.
Bingham har gjort bilder för Playboy Magazine och även i en "Babes of Baywatch"- katalog med alla kvinnliga skådespelare som var med i serien Baywatch. Hon har även varit modell för Panos Emporio 1999.
Under 2003 var hon en av kändisarna i den populära dokusåpan "The Surreal life" som går på Kanal 5. Under 2006 var Bingham med i Celebrity Big Brother i England där hon slutade sexa. 
Bingham har också gjort otaliga små inhopp i olika komediserier bland andra i Fresh Prince i Bel Air med Will Smith i huvudrollen.